# Парамарибо
Парамарибо (произносится Парама́рибо или Парамари́бо) (нидерл. Paramaribo) — столица и самый крупный город, административный центр и главный порт Суринама. В Парамарибо живёт почти половина всего населения Суринама. Исторический центр является объектом всемирного наследия ЮНЕСКО с 2002 года, а также одним из двух объектов всемирного наследия на территории Суринама наряду с природоохранной территорией Центрального Суринама.

## Этимология
Название города происходит от этнонима индейского племени парамарибо, жившего в устье реки Суринам, буквально — «жители большой воды» (на тупи-гуарани para — «большая многоводная река», maribo — «обитатели, жители»).

## География

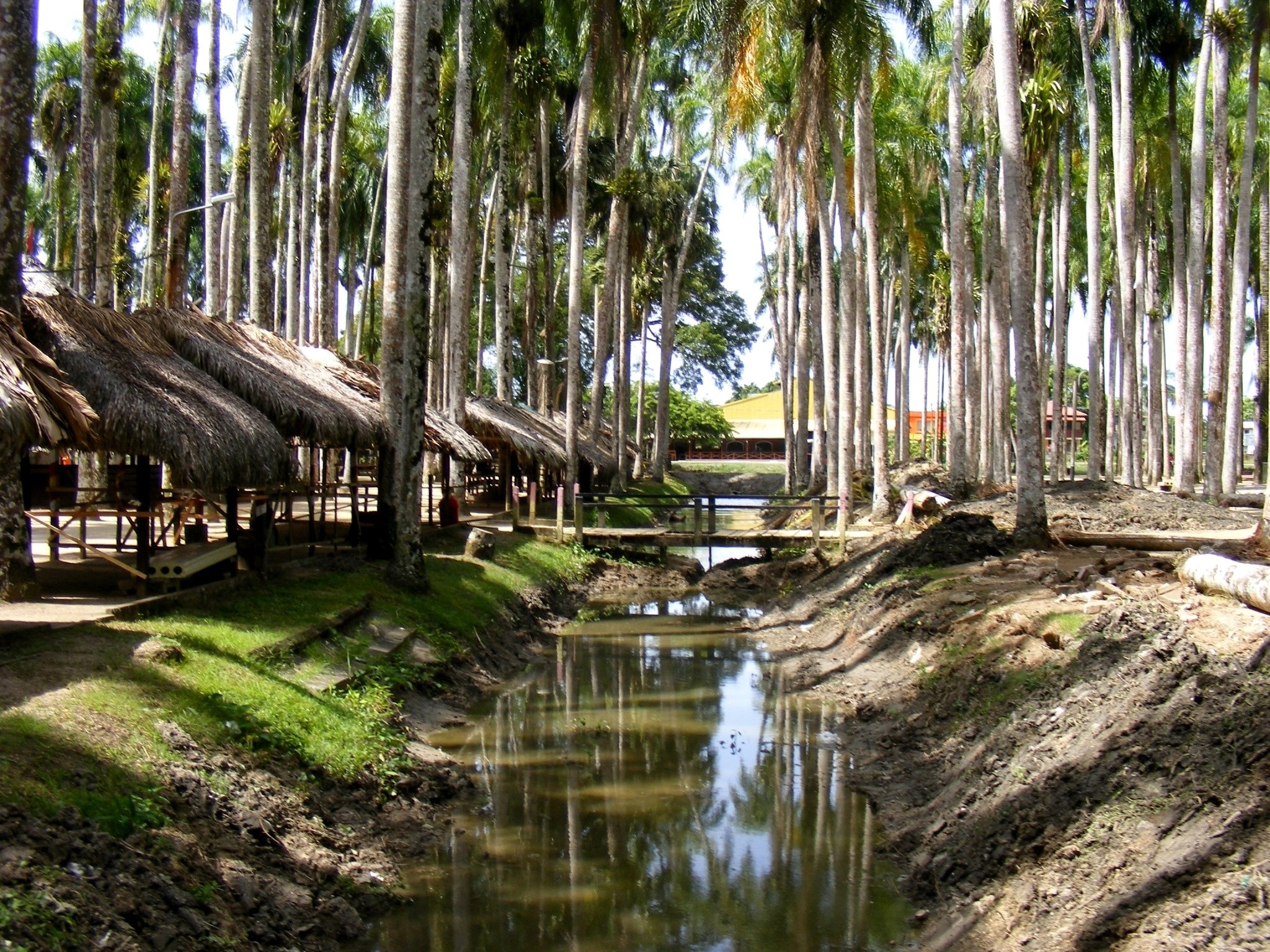
Пальмовый сад «Palmentuin»

Парамарибо расположен на реке Суринам, в 20 километрах от места её впадения в Атлантический океан. Климат экваториальный. Дневная температура в течение всего года колеблется от +23 до +31 °С. Сезон дождей длится с апреля по июль, в сентябре и октябре дожди менее обильны. Всего в году около 200 дождливых дней. Годовая норма осадков около 2300—3000 мм.
Растительность главным образом представлена вечнозелеными деревьями и кустарниками. Животный мир окрестностей столицы представлен обезьянами, ягуарами, пумами, тапирами, муравьедами, броненосцами и множеством птиц. Воды реки Суринам богаты рыбой.
| Показатель                                 | Янв. | Фев. | Март | Апр. | Май | Июнь | Июль | Авг. | Сен. | Окт. | Нояб. | Дек. | Год  |
| ------------------------------------------ | ---- | ---- | ---- | ---- | --- | ---- | ---- | ---- | ---- | ---- | ----- | ---- | ---- |
| Абсолютный максимум, °C                    | 33   | 34   | 35   | 37   | 37  | 36   | 37   | 37   | 36   | 37   | 36    | 36   | 37   |
| Средний суточный максимум, °C              | 30   | 30   | 30   | 31   | 30  | 31   | 31   | 32   | 33   | 33   | 32    | 30   | 31   |
| Средняя температура, °C                    | 26   | 26   | 26   | 27   | 27  | 27   | 27   | 27   | 28   | 28   | 27    | 26   | 27   |
| Средний суточный минимум, °C               | 22   | 22   | 22   | 22   | 23  | 22   | 22   | 23   | 23   | 23   | 23    | 22   | 22   |
| Абсолютный минимум, °C                     | 17   | 17   | 17   | 18   | 19  | 20   | 20   | 15   | 21   | 20   | 21    | 18   | 15   |
| Норма осадков, мм                          | 200  | 140  | 150  | 210  | 290 | 290  | 230  | 170  | 90   | 90   | 120   | 180  | 2220 |
| Температура воды, °C                       | 26   | 27   | 27   | 27   | 27  | 28   | 28   | 28   | 28   | 28   | 28    | 27   | 27   |
| Источник: Weatherbase, World Climate Guide |      |      |      |      |     |      |      |      |      |      |       |      |      |

## История

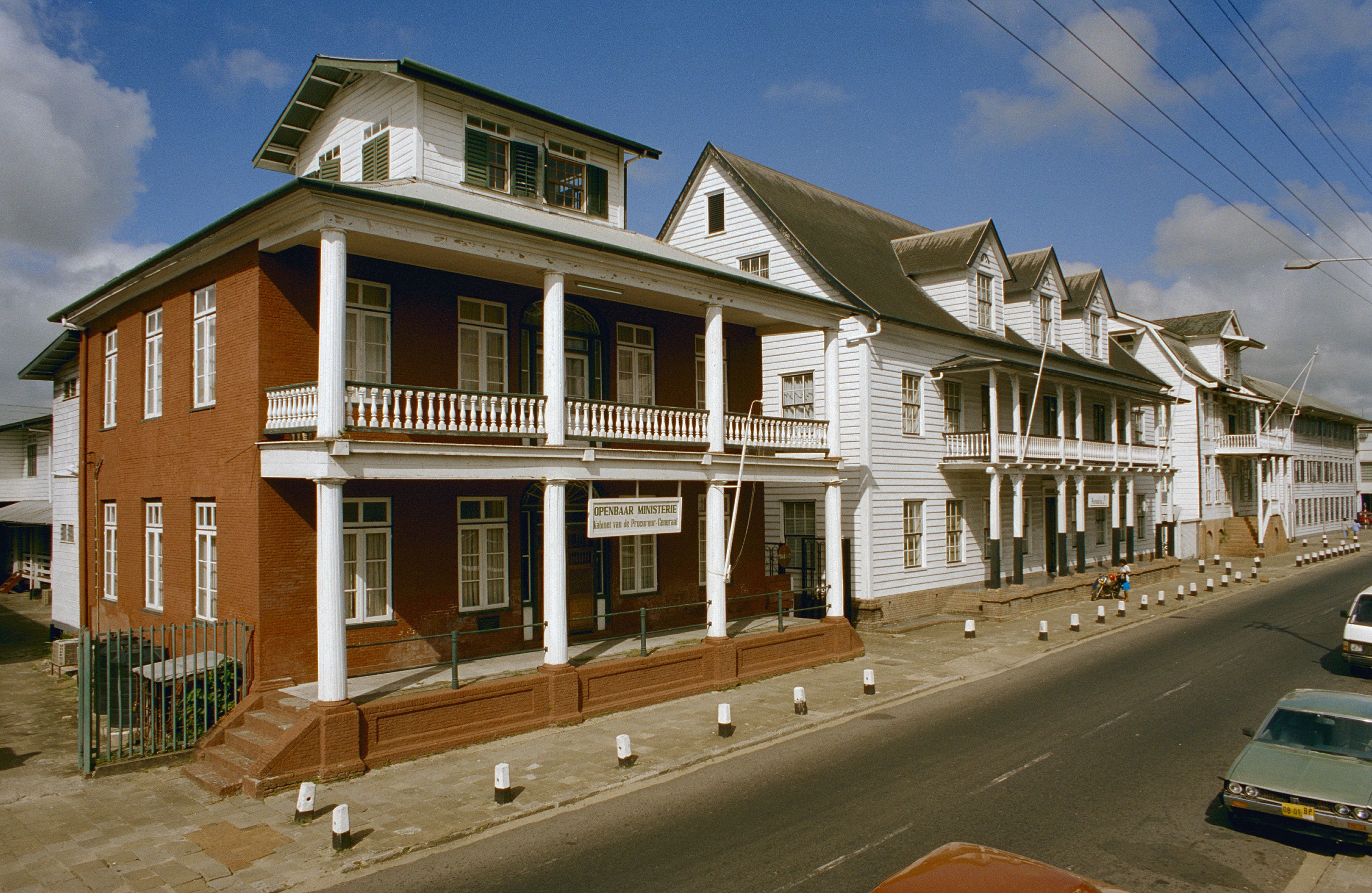
Дома в колониальном стиле

Название Парамарибо, предположительно, является искажённой версией названия индейской деревни, записывавшейся в ранних голландских источниках как "Parmurbo". Рядом с деревней была расположена первая голландская фактория, основанная голландцами Nicolaes Baliestel и Dirck Claeszoon van Sanen в 1613 году.
Парамарибо основан был в 1640 году французскими колонистами, на месте возникшей ещё в 1603 году голландской торговой фактории, а в 1651 году был захвачен англичанами. Название города в переводе с тупи-гуарани означает «жители большой воды». С 1667 года город вместе со всей территорией Суринама по договору между Нидерландами и Великобританией перешел под власть Нидерландов и получил статус административного центра голландского владения Суринам. Колония была уступлена голландцам взамен территорий в Северной Америке (район современного Нью-Йорка). С 1954 года являлся центром автономного государства в составе Королевства Нидерланды. Официально столицей Республики Суринам город стал после того, как в 1975 году страна добилась независимости.

## Население, язык, вероисповедание

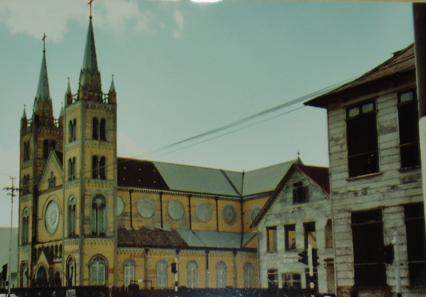
Собор Святых Петра и Павла

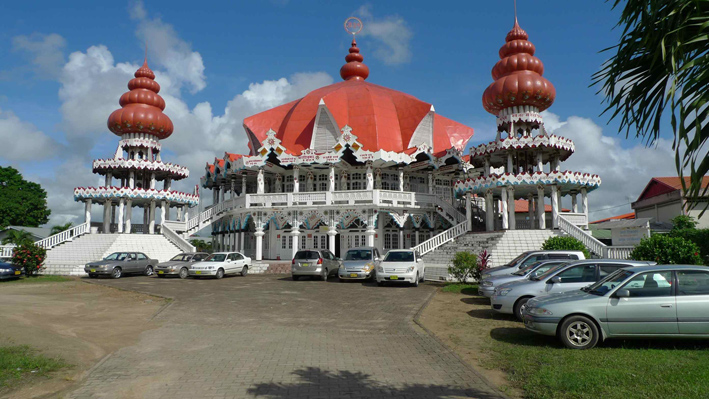
Индуистский храм «Арья Девакер» в Парамарибо

Численность населения Парамарибо — около 250 тысяч человек.
Естественный прирост населения является одним из самых низких в Латинской Америке.
В городе проживают индийцы, потомки иммигрантов, приехавших в город в XIX веке (около 33 %), креолы (30 %), индонезийцы (15 %), негры (10 %), индейцы (2 %), китайцы (2 %), европейцы (1 %).
Официальный язык нидерландский, однако, большая часть населения говорит на сранан-тонго (или негро-инглиш) — адаптированном английском диалекте.
Верующие делятся на индуистов, христиан, мусульман-суннитов, а также приверженцев иудаизма и конфуцианства.

## Культура и архитектура
В столице находится единственный в стране университет, основанный в 1968 году, город имеет один музей, в котором можно увидеть археологические экспонаты, выставки по истории суринамской культуры и естественной истории региона.
Центр города — площадь Независимости, расположенная у стен президентского дворца. Сразу за дворцом расположен городской парк, а к востоку от площади — Форт Зеландия, прибрежная укрепленная крепость XVII века. В общем, архитектура города представляет собой сочетание внушительных кирпичных колониальных зданий с травянистыми квадратами площадей и деревянными постройками, узкими улицами, обсаженными высокими пальмами и мангровыми зарослями, окаймляющими прибрежную черту города.

## Экономика
По причине ранее ошибочно расставленных приоритетов в политике государства, направленных в первую очередь на развитие добычи бокситов и золота, произошло значительное отставание в других отраслях экономики, в том числе и в туристической.

### Туризм

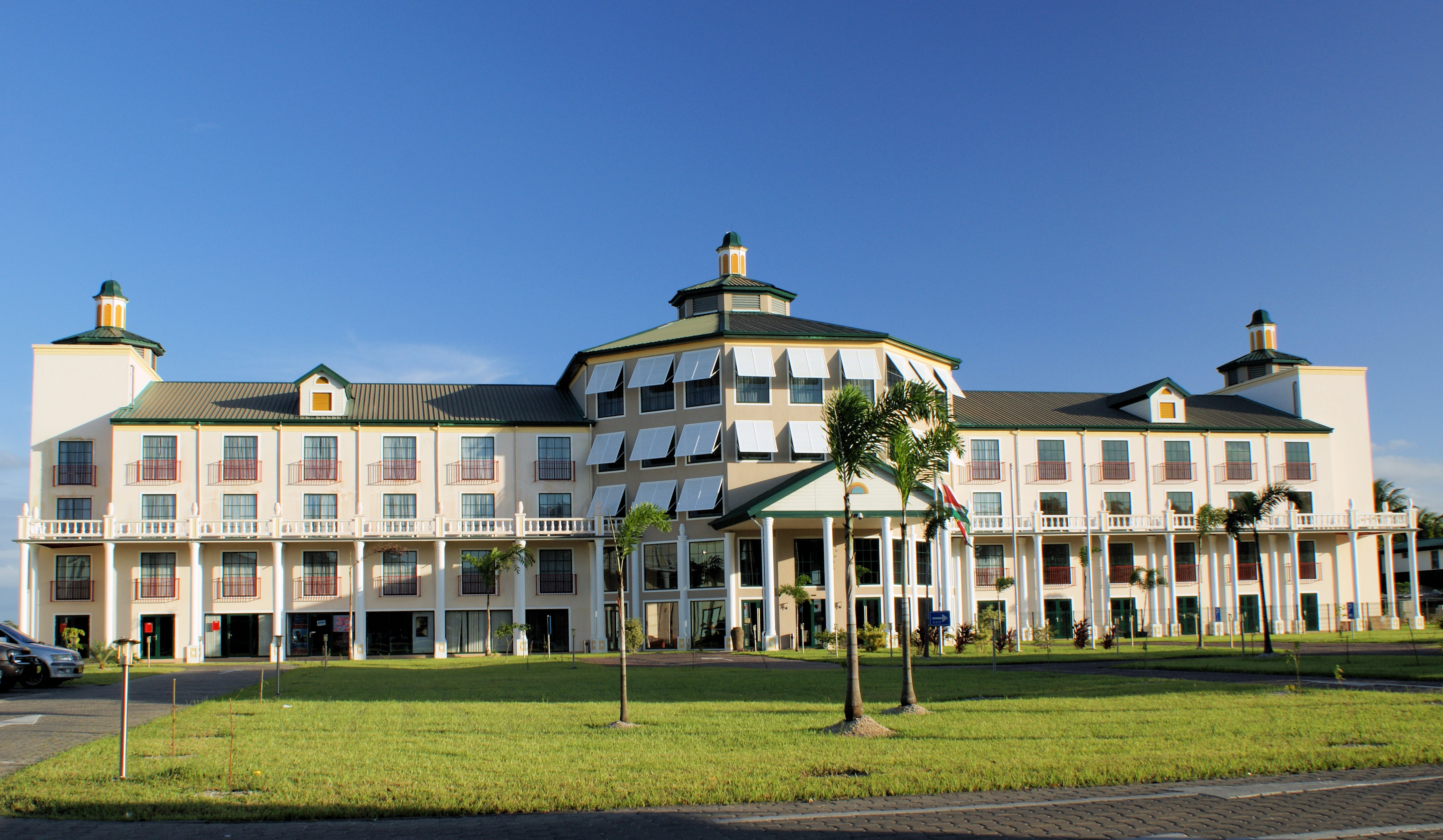
Отель «Royal Torarica»

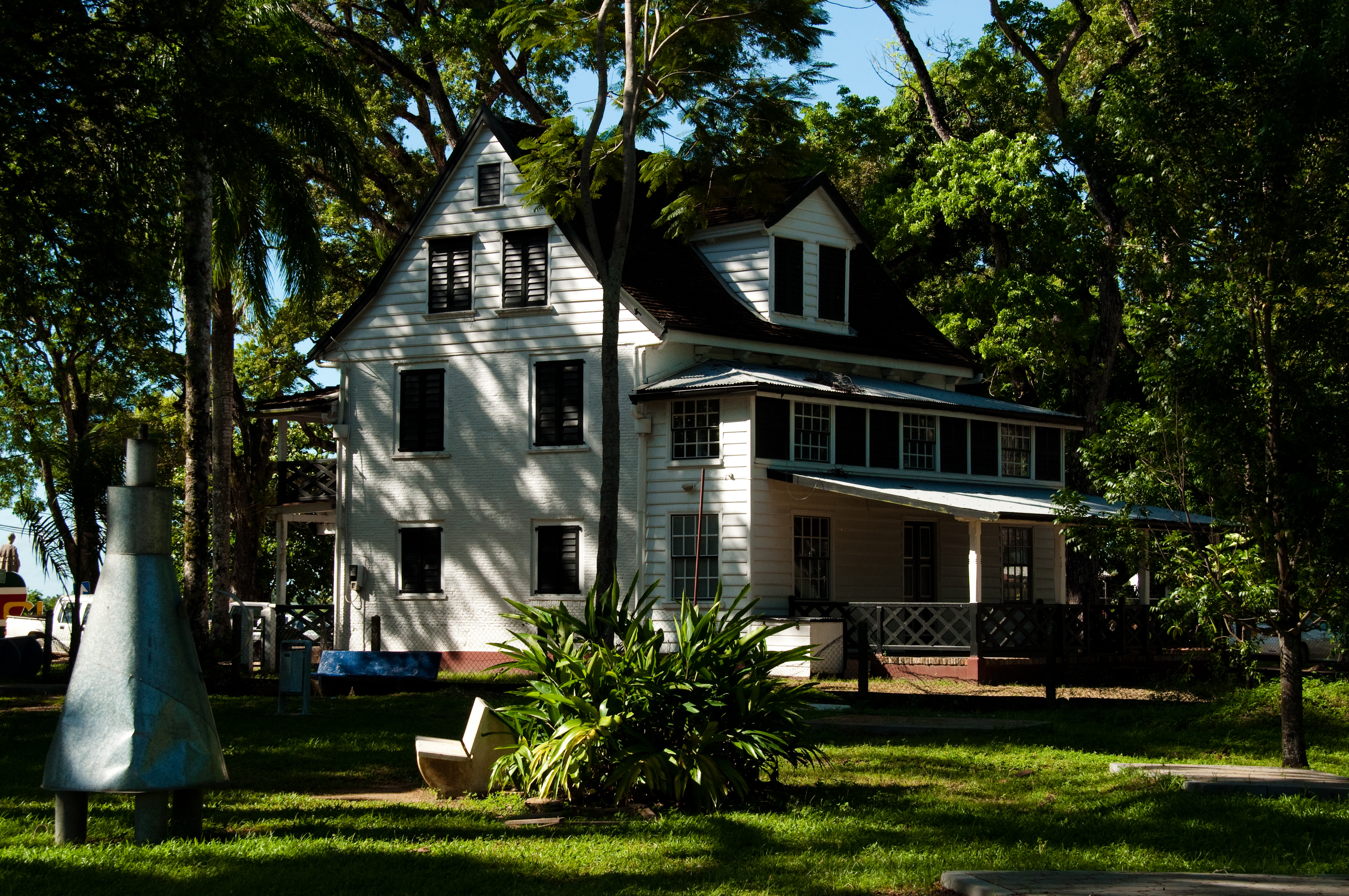
Форт «Зеландия» — Музей Суринама

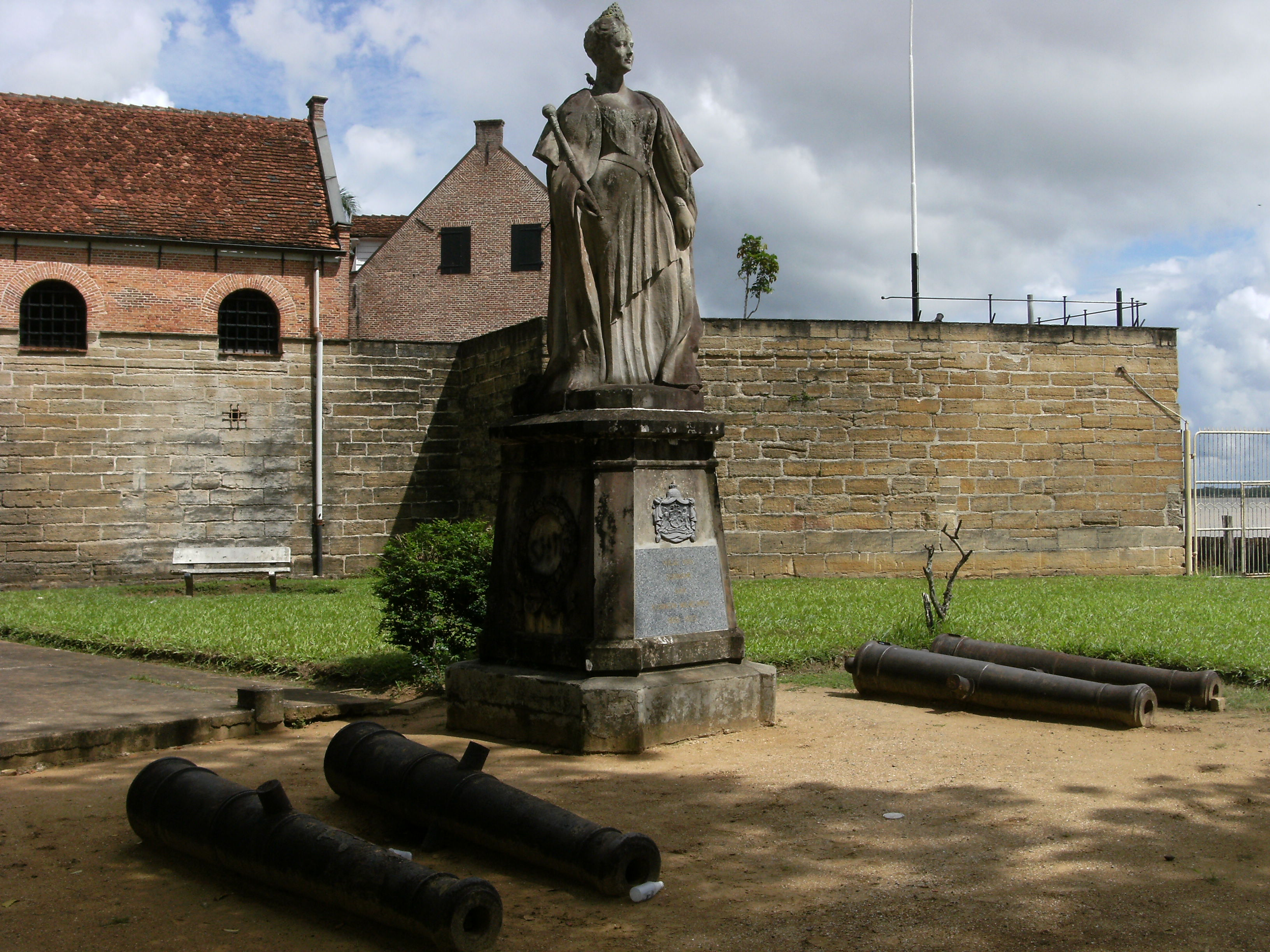
Памятник королеве Голландии Вильгельмине у стен форта «Зеландия»

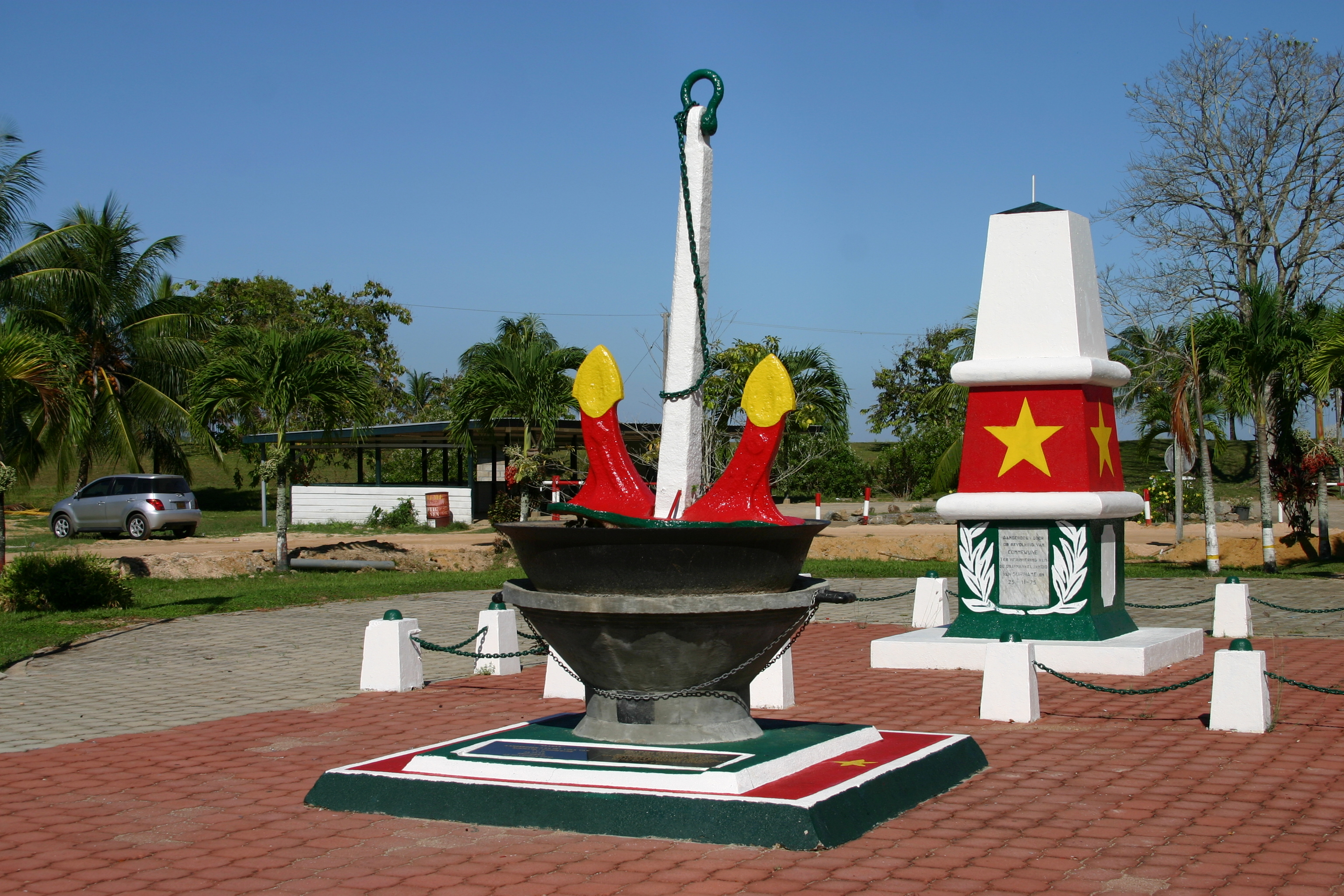
Памятник Суринамским морякам в Ньив-Амстердаме

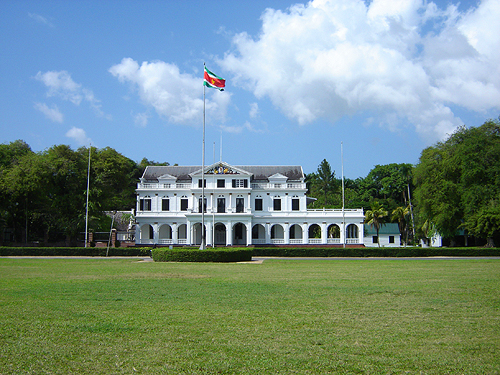
Президентский дворец и площадь Независимости

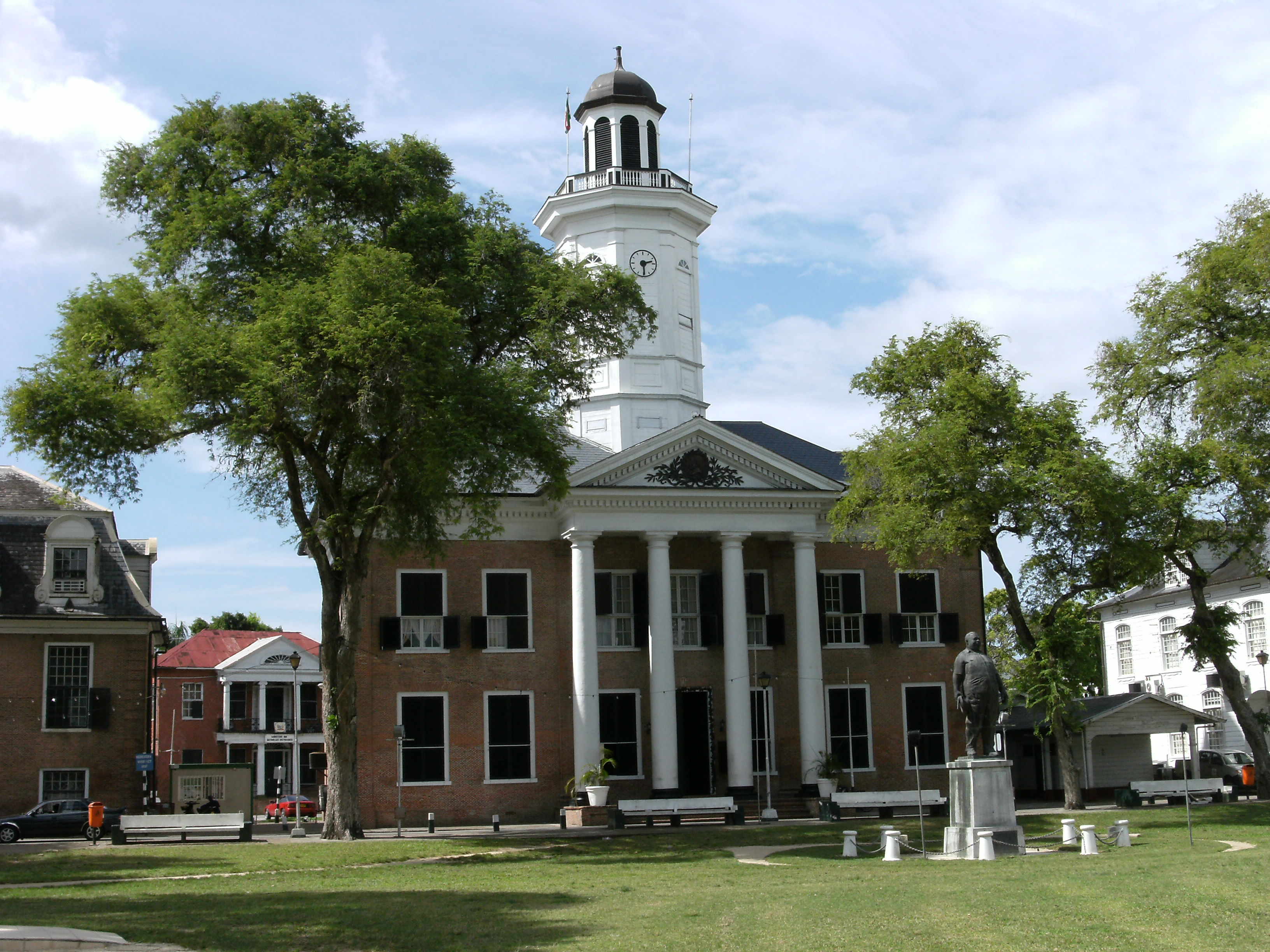
Здание министерства финансов и памятник Джону Пенгелу — лидеру Национальной партии Суринама (NPS)

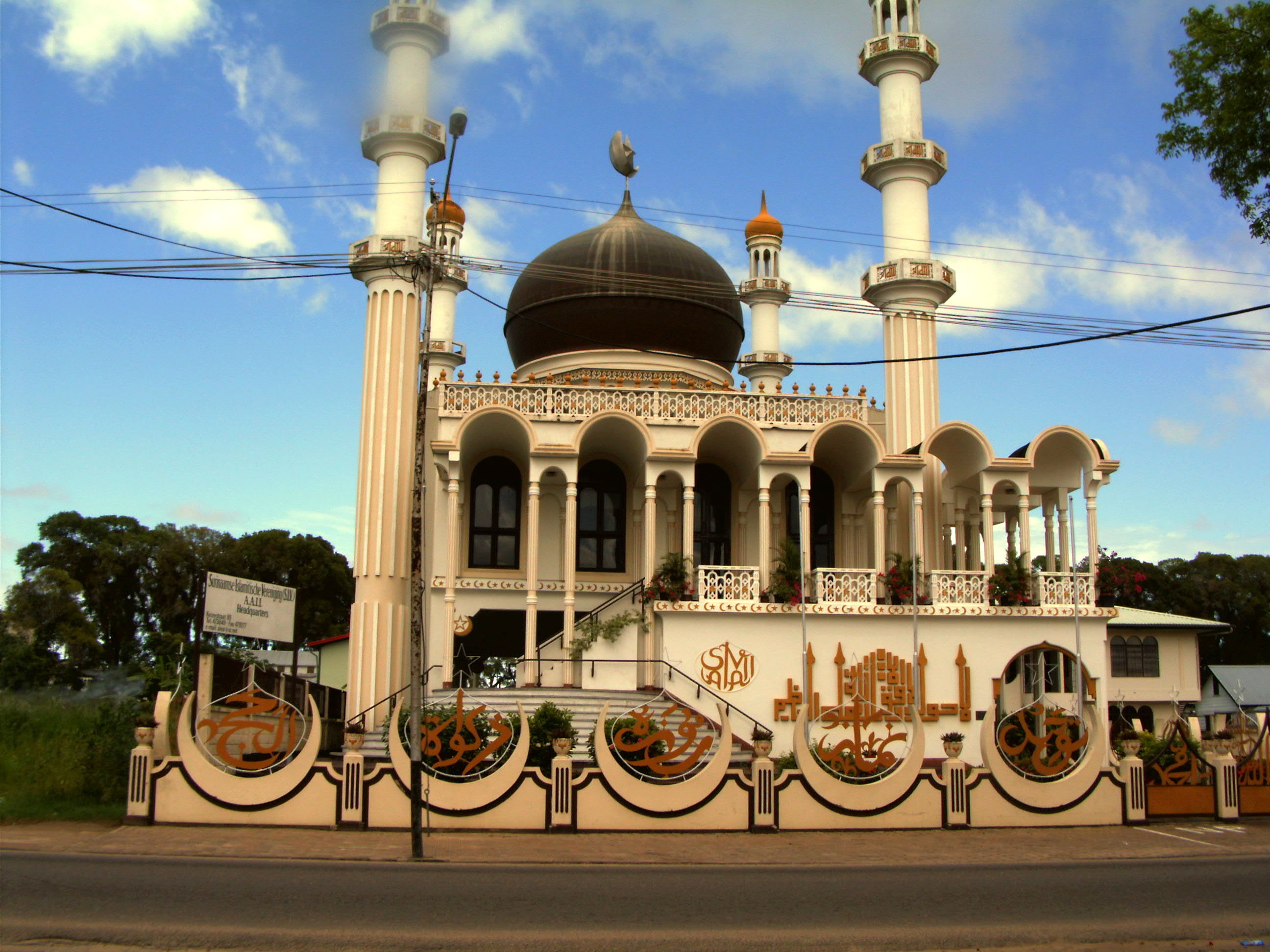
Мечеть Кайзерстраат

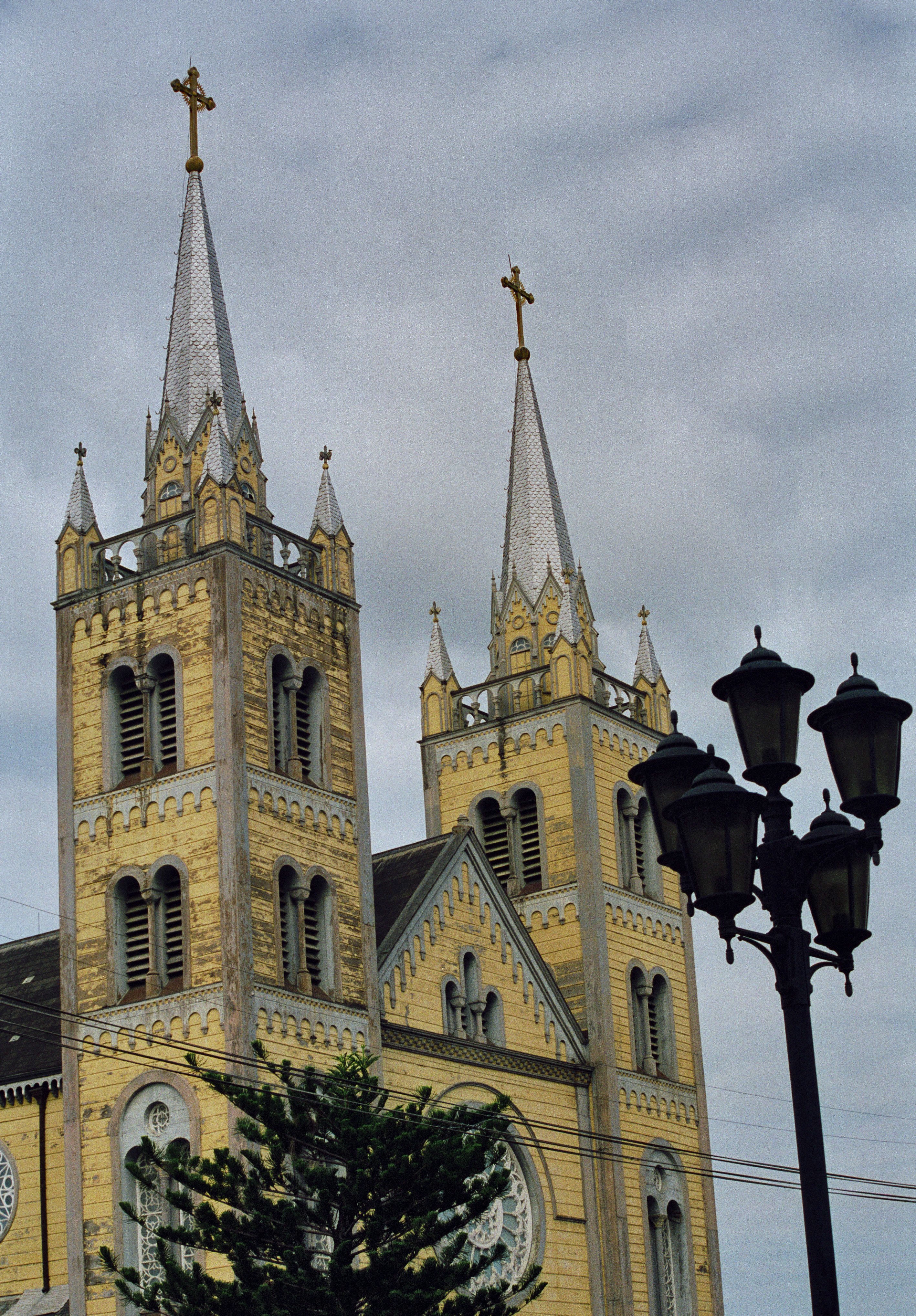
Кафедральный собор Петра и Павла

Парамарибо получил широкую известность в России благодаря популярной песне рок-группы «Квартал» — «Парамарибо», но несмотря на красочное описание города в песне, реальное состояние курортного комплекса Парамарибо оставляет желать лучшего. Туристическая инфраструктура столицы Суринама, как и всей республики, достаточно скудна. Океанское побережье Суринама освоено слабо, большая часть туристических объектов сосредоточена по берегам в устье реки Суринам.
Отставание в развитии туристической инфраструктуры, благодаря внедрению новой государственной программы по развитию туризма в Суринаме[когда?], начало сокращаться. Строительный бум в Парамарибо приобрёл бурное развитие. Вводятся в строй новые отели, казино, ночные клубы, реконструируются старые и строятся новые туристические объекты.
В центре города массово возводятся высотные здания иностранных банков и офисных центров, появляются современные торговые комплексы.

## Транспорт
- Из международного аэропорта имени Йохана Адольфа Пенгела, расположенного в 40 километрах к югу от города, осуществляются регулярные рейсы в Амстердам, Виллемстад, Ораньестад, Порт-оф-Спейн, Джорджтаун, Белем, Кралендейк, Филипсбург и Майами. Также, рядом с городом располагается региональный аэропорт «Зорг», самый загруженный в стране, из которого можно осуществить перелёт в любую часть Суринама.

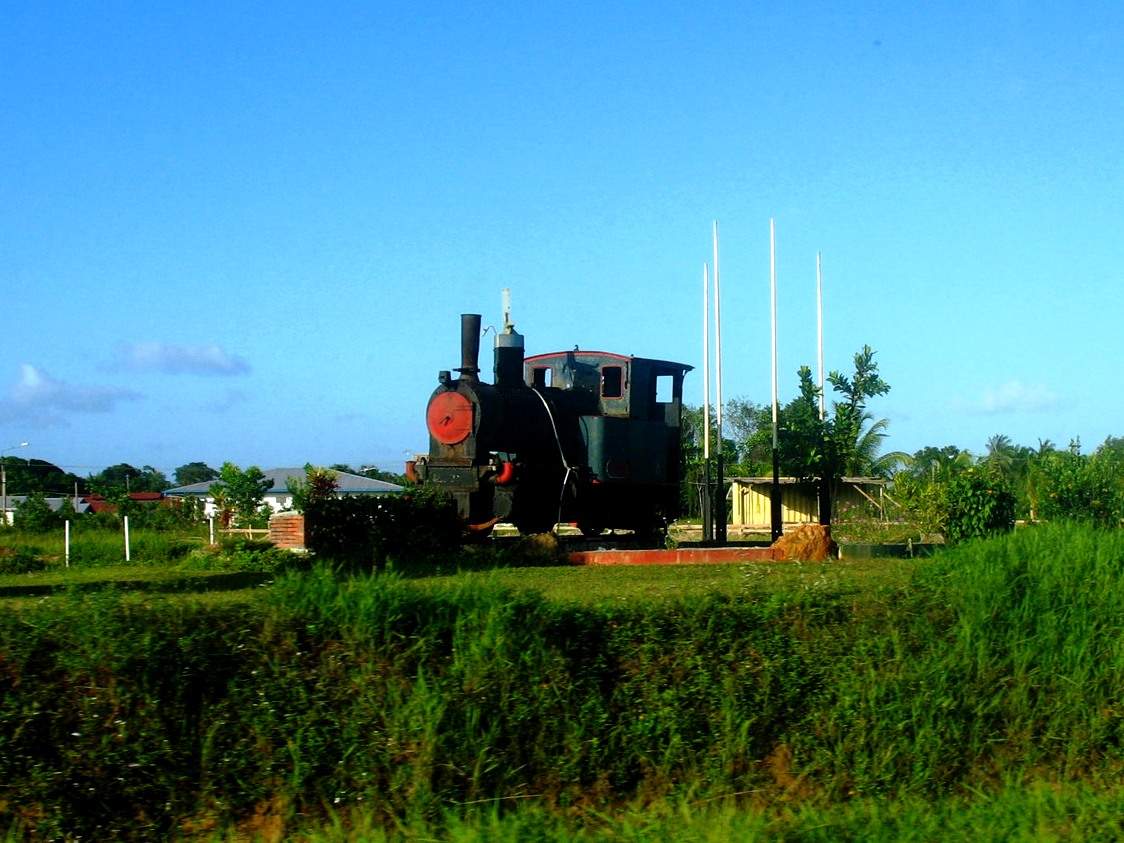
Памятник железнодорожникам Суринама

- Парамарибо, расположен на важнейшей автомагистрали Суринама, проходящей вдоль побережья, от границы с Гайаной до границы с Французской Гвианой и является основным транспортным узлом. Из города также разветвляются автомобильные дороги на юг, вглубь страны. В 2000 году в Парамарибо был открыт полуторакилометровый мост через реку Суринам, связавший две части города и Республики.
- В Парамарибо расположен крупнейший морской порт страны. Управление портом осуществляет государственная компания «NV Суринам».
- В 1903 — 1912 годы в Суринаме была построена 166-километровая железная дорога с метровой колеёй. Она соединила Парамарибо с городком Лава в восточном Суринаме. Линия оказалась убыточной и была сокращена в несколько этапов. Последний поезд прошёл по ней в 1987 году. На некоторых участках дороги, сохранившихся до наших дней, можно наблюдать ржавые железнодорожные составы.

## Достопримечательности
Исторический центр города имеет уникальную, преимущественно деревянную архитектуру, с июля 2002 года внесён в Список всемирного наследия ЮНЕСКО. Ансамбль центра формировался на протяжении пяти веков и его здания включают в себе сплетение различных культурных слоёв в разное время осевших в Суринаме. Культурное многообразие представляют собой и культовые здания: костёлы, мечети, синагога. Несмотря ни на что, подавляющая часть зданий центра построена в голландском колониальном стиле.
- Форт Зеландия — пятиугольная крепость-музей. Была основана в начале XVII века для защиты голландского торгового поселения Parmurbo, ныне Парамарибо. В 1651 году была захвачена англичанами и названа «Форт Уиллби». Позднее была отбита голландцем Авраамом Кринсеном, уроженцем Зеландии и получила название «Зеландия». В 1747 году, после строительства форта «Ньив-Амстердам», «Зеландия» утратила стратегическое значение, три бастиона крепости из пяти были разобраны, а сама крепость превратилась в казарму, позднее в тюрьму. Ныне здесь музей.

- Форт «Ньив-Амстердам» — пятиугольная крепость-музей под открытым небом. Расположена в городке Ньив-Амстердам в 11 километрах восточнее Парамарибо. Была построена в 1734 — 1747 годах для защиты голландских колоний от вражеских флотов. Во время Второй мировой войны, в крепости американцами были обустроены береговые артиллерийские укрепления для защиты устья реки Суринам от немецких кораблей. Ныне массивные пушки доступны для просмотра туристов.

- Музей Суринама — государственный исторический музей имеющий в городе три филиала. Центральный располагается в форте «Зеландия». Экспозиции музея содержат обширную коллекцию культурно-исторического характера, рассказывающую о колониальном прошлом и новой истории Суринама. Каждое первое воскресенье месяца в центральном филиале, на территории внутреннего двора форта «Зеландия», выступают лучшие музыкальные и танцевальные коллективы Суринама.

- Президентский дворец — официальная резиденция правительства и президента Суринама. Расположен на площади Независимости, рядом с Национальным собранием, зданием Конгресса, Суда, и Министерства финансов. Дворец является наиболее ярким примером голландской колониальной архитектуры в Суринаме и частью всемирного наследия ЮНЕСКО.

- Здание министерства финансов Суринама — одно из красивейших зданий города. Построено в 1841 году и представляет собой монументальное сооружение из камня и кирпича в традиционном голландском стиле. Примечательно портиком в стиле классицизма и часовой башней, которая возвышается над площадью Независимости и центральной частью города.

- Мечеть Кейзерстрат — одно из красивейших сооружений Суринама. Главная резиденция мусульманского ахмадитского движения «Лахор Ахмадия». Первая мечеть на этом месте, деревянная с четырьмя минаретами, была построена в 1932 году. Постройка современного здания была завершена в 1984 году.

- Собор Святых Петра и Павла — кафедральный собор епархии Парамарибо Римско-Католической церкви. Собор является самым высоким (44 метра) деревянным сооружением в Западном полушарии. Здание собора было построено в 1885 году из неокрашенного суринамского кедра, но его башни были полностью достроены лишь в 1901 году. Западная башня служит колокольней — в ней установлено три колокола. Собор рассчитан на 900 прихожан. Интерьер главного зала украшен резьбой и барельефами, изображающими сцены из жизни Иисуса Христа. За долгое время своего существования храм пришёл в упадок, но в 2007 году Европейский Союз выделил деньги на его реставрацию и 13 ноября 2010 года собор вновь открылся для прихожан и туристов.

- Синагога «Неве-Шалом» — единственная в Суринаме синагога ашкеназской общины, одна из старейших в западном полушарии. Первое здание было возведено сефардскими евреями в 1723 году и в 1735 году продано ашкеназской общине. Новое здание построено в 1843 году по проекту архитектора Жана Франка Халфида. Синагога представляет собой двухэтажное здание белого цвета с четырёхскатной крышей. Фасад здания украшен небольшим треугольным портиком, который поддерживается четырьмя колоннами.

- Зоопарк Парамарибо — единственный зоопарк Суринама. Инициирован премьер-министром Джоном Пенгелом 28 мая 1966 года, открыт в 1972 году. В зоопарке собраны животные со всего мира: королевские бенгальские тигры, тропические птицы, дикие свиньи, крокодилы, а также все обитатели тропических лесов и саванных земель Суринама. С 2003 года зоопарку оказывает поддержку Роттердамский зоопарк. В зоопарке часто проводятся детские программы и праздники. Работает зоопарк ежедневно с 10 часов утра.

- Пальмовый сад — старейший парк города расположенный рядом с Президентским дворцом. Состоит из королевских пальм, посаженных губернатором Ван Аерссеном в 1683-1688 годах. С 1685 года открыт для посещения публики. В парке имеются статуи, лавочки и бунгало, есть детская площадка. В 2002 году парк был внесён в список всемирного наследия ЮНЕСКО.

- Театр «Талия» — обязательное место посещения всех театралов. Это единственный действующий театр Суринама. Театр был основан в 1840 году и вмещает в себе 1000 зрителей. Здесь выступают фольклорные ансамбли из представителей многочисленных народностей Суринама, даются театральные представления и концерты, в апреле проходит международный кинофестиваль «Suriname plaats».

- Государственный Университет Суринама — главное и важнейшее учебное заведение страны. Красивейшее здание университета было построено в 1966 году, а сам университет открыл свои двери 1 ноября 1968 года. 17 октября 1983 года университету было присвоено имя борца за свободу нации Антона де Кома. В университете преподают право, медицину, социально-экономические науки. Резерв заполнения вуза — свыше 600 студентов.

- Мост Жюля Вейденбоса — крупнейший мост в стране и один из крупнейших в Южной Америке. Открыт в 2000 году. Длина моста более 1500 метров, высота 52 метра. Соединяет два берега реки Суринам. Мост виден из разных частей города.

## В культуре
- «Парамарибо» — песня российской рок-группы «Квартал».
- «Парамарибо» — известная песня советского и российского композитора Людмилы Лядовой.

## Города-побратимы
- Антверпен, Бельгия
- Виллемстад, Кюрасао
- Джокьякарта, Индонезия
- Джорджтаун, Гайана
- Ханчжоу, Китай